# Roy Swinbourne
Royston Harry „Roy“ Swinbourne (* 25. August 1929 in Denaby Main; † 27. Dezember 2015 in Kidderminster) war ein englischer Fußballspieler. Der Mittelstürmer der Wolverhampton Wanderers und englischer Meister des Jahres 1954 war eines der vielversprechendsten Talente seines Landes, bevor ihn am 5. November 1955 eine schwere Knieverletzung ereilte, die ihn knapp zwei Jahre später zum vorzeitigen Karriereende zwang.

## Sportliche Laufbahn
Swinbourne erlernte das Fußballspielen zu Zeiten des Zweiten Weltkriegs bei den Wath Wanderers, die damals eine Art „Farmteam“ für die Wolverhampton Wanderers waren. Auf Initiative des dortigen Trainers Ted Vizard schloss er sich den „Wolves“ an und bereitete sich in der Reservemannschaft auf seine künftige Profikarriere vor.
Der groß gewachsene Mittelstürmer debütierte am 17. Dezember 1949 unter dem neuen sportlichen Leiter Stan Cullis in der ersten Mannschaft, blieb beim 1:1 gegen den FC Fulham aber noch ohne sein erstes Tor. Dieses legte er nur neun Tage später bei der 2:3-Heimniederlage gegen Aston Villa nach und verdrängte bis zur Mitte der Saison 1950/51 den altgedienten Jesse Pye aus der Mannschaft. Mit 22 Pflichtspieltoren wurde er zum Ende dieser Spielzeit zudem bester Torschütze seines Teams. Nach einem verletzungsbedingt schwierigen Jahr schwang er sich in der Saison 1952/53 zu einem weiteren Karrieresprung auf und schoss gemeinsam mit Sturmpartner Dennis Wilshaw 38 Ligatore (21 davon erzielte er selbst), was dem Klub den weiten Satz auf den dritten Tabellenplatz ermöglichte. Die neue Offensivreihe, die neben Swinbourne und Wilshaw noch aus den Flügelspielern Johnny Hancocks und Jimmy Mullen sowie aus dem Halbstürmer Peter Broadbent bestand, erlebte ein Jahr später ihren sportlichen Höhepunkt, als dieses Quintett 93 der 96 Tore zum erstmaligen Gewinn der englischen Meisterschaft erzielte. Swinbourne traf selbst 24 Mal und schloss die Spielzeit mit zwei Treffern zum 2:0 gegen Tottenham Hotspur ab. Auch in der anschließenden Spielzeit fand sich Swinbourne im Meisterschaftskampf wieder; sein persönliches „Highlight“ war jedoch ein Freundschaftsspiel am 13. Dezember 1954 gegen das ungarische Weltklasseteam Honvéd Budapest: In diesem prestigeträchtigen „Flutlichtspiel“ erzielte er zwei Kopfballtreffer zum 3:2-Sieg und war Teil der Mannschaft, die von der heimischen Presse zur weltbesten Fußballvereinsmannschaft ausgerufen wurde.
Nach dem Gewinn der Vizemeisterschaft 1955 startete Swinbourne furios in die Saison 1955/56 und schoss 17 Tore in den ersten elf Ligapartien. Auf dem Höhepunkt seiner sportlichen Leistungsfähigkeit erhielt Swinbournes Karriere am 5. November 1955 einen empfindlichen Rückschlag. Während er an der Kenilworth Road gegen den einheimischen Klub Luton Town im Einsatz war, prallte er derart unglücklich gegen eine Schar Kameraleute, die sich am Spielfeldrand in Position gebracht hatte, dass er nach einem kurzen Comeback-Versuch einige Wochen später am Knie operiert werden musste. Mehr als ein Jahr gab Swinbourne die Hoffnung auf eine Rückkehr nicht auf, bevor er erkannte, dass er seine alte Schnelligkeit nicht mehr zurück erlangen würde. Im Mai 1957 gab der Stürmer, der in insgesamt 230 Pflichtspielen 114 Tore für die „Wolves“ schoss, resigniert seinen Rücktritt bekannt.

## Nach der aktiven Karriere
Roy Swinbourne lebte zuletzt als Pensionär in dem Dorf Kinver, das im äußersten Südwesten der Grafschaft Staffordshire liegt.

## Erfolge
- Englischer Meister: 1954